# Ts'an Nu Mons
Lo Ts'an Nu Mons è una struttura geologica della superficie di Venere.